# 게리 슈먼

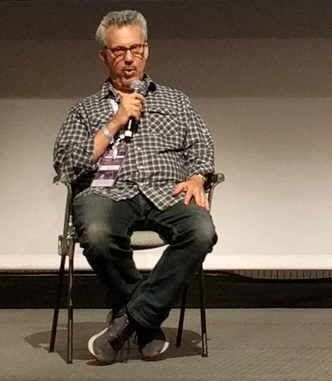

게리 슈먼(영어: Garry Schyman, 1954년 ~ )은 미국의 작곡가이다.

## 생애
슈만은 12세부터 작곡을 하기 시작했다. 피아노로 연습을 했다. 그 후 슈만은 서던캘리포니아 대학교에서 작곡 과정을 마치고 졸업했다.

## 작품 리스트
그는 영화, 비디오 게임, TV 프로그램 등 많은 양을 작곡하였다.

### 비디오 게임
- 바이오쇼크
- 단테스 인페르노